# فولونیکا
فولونیکا (به ایتالیایی: Follonica) یک کومونه در ایتالیا است که در استان گروستو واقع شده‌است.

## خصوصیات
فولونیکا ۵۵٫۸۴ کیلومترمربع مساحت و ۲۱٬۷۴۱ نفر جمعیت دارد و ۴ متر بالاتر از سطح دریا واقع شده‌است.

## خواهرخوانده
شهرهای شارلروآ، کووبژک و هده‌مورا خواهرخوانده‌های فولونیکا هستند.